# 汉斯·贝尔默
漢斯·貝爾默（德語：Hans Bellmer，1902年3月13日—1975年2月23日）是德國超現實主義藝術家，以他在1930年代製作並拍攝的一系列女性球體關節人形攝影作品聞名。

## 生平

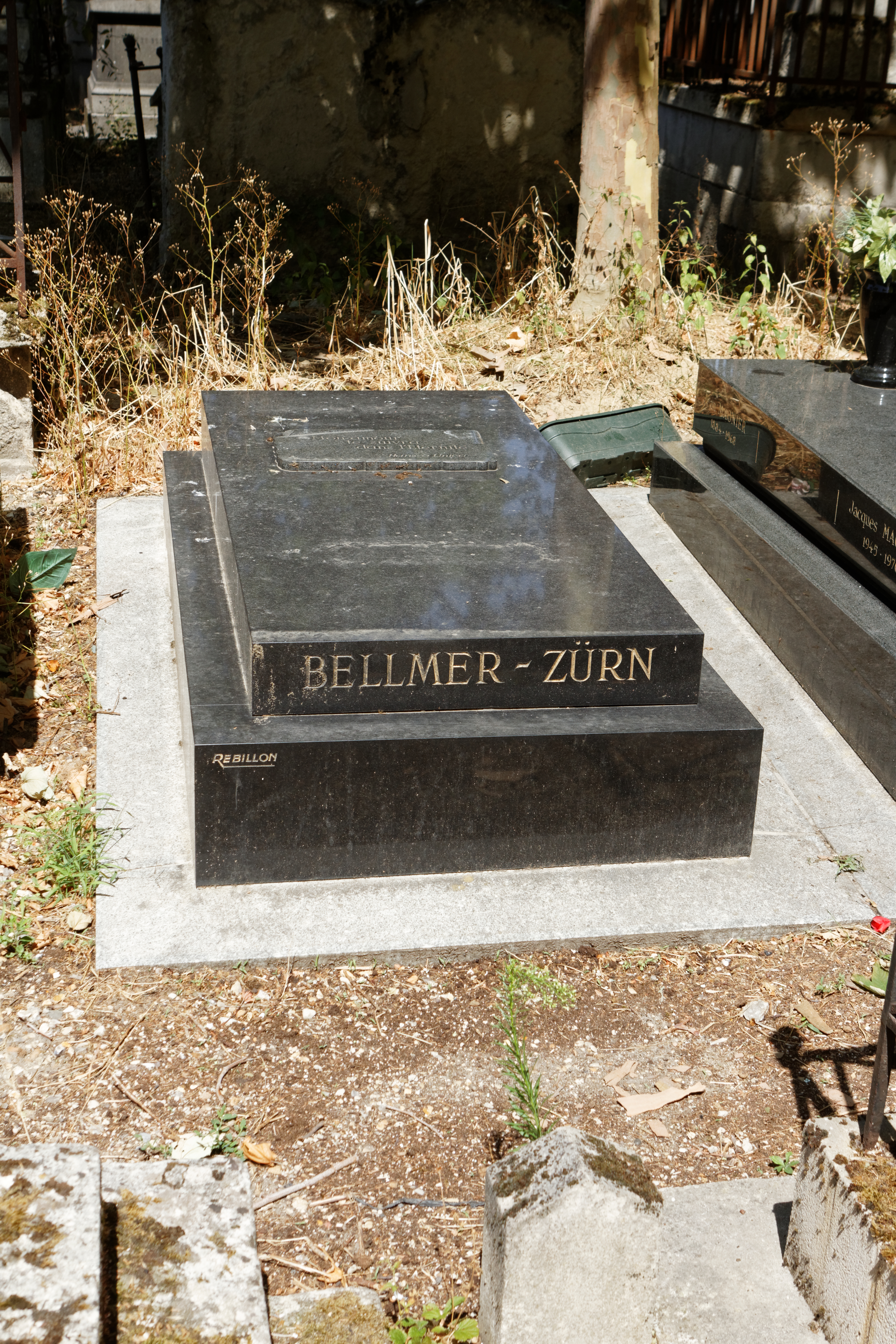
貝爾默與第二任妻子祖恩於拉雪茲神父公墓的墓碑。

貝爾默出生於德意志帝國時期的卡托維茲市(現屬於波蘭)。他起初為自己開設的廣告公司擔任繪圖員。直到1926年，24歲的他開始藝術創作。
貝爾默以製作球體關節娃娃，並為其拍攝具性暗示的相片聞名。其藝術形式深受奧地利表現主義藝術家奧斯卡·柯克西卡於1925年出版的公開信《戀物癖》影響。此外，貝爾默與當時多數超現實主義藝術家一樣，以佛洛伊德的精神分析學詮釋自己的藝術。他認為自己的創作欲望，源自童年對嚴厲父親的恐懼與怨恨，這也是他終生反對納粹與法西斯主義的原因。
影響貝爾默創作的重要人生經歷，還包括他於1932年邂逅的美麗表親(或是某位他追求失敗的美女)、參與演出賈克·奧芬巴哈歌劇《霍夫曼的故事》、以及他於成年後收到的一箱童年舊玩具。
結合他在博德博物館看到的一對16世紀鉸接木偶，貝爾默開始獨特的人偶攝影創作。
貝爾默的作品充滿露骨的性暗示，加上反極權的政治立場，因而被納粹黨批為「頹廢藝術」並加以迫害。1935年，他前往法國，在此結識保爾·艾呂雅為首的超現實主義藝術家。然而妻子瑪格麗特因結核病驟逝，使他返回德國；1938年他正式出逃法國，並受到安德烈·布勒東等人的歡迎。
二戰期間，貝爾默透過假護照暗中協助法國的納粹反抗運動。在假戰結束時，他曾被短暫關押於艾克斯的米勒集中營。
獲釋後，他回到巴黎並在此度過餘生。此時期他放棄人偶藝術，改創作色情繪畫、蝕刻版畫或拍攝色情照片。1954年，52歲的貝爾默與第二任妻子尤尼卡·祖恩(Unica Zürn)成婚。他持續創作直到1960年代。在晚年，他總結自己的創作為「形式、意義和感覺的全新統一，無法簡單想像或書寫的語言圖像……它們構成了新的、多面的物體，類似由鏡子製成的多平面……好似無邏輯的輕鬆 、歡笑的思考、形式與機會的錯誤，是一種永恆的證明。」
1970年，尤尼卡·祖恩自殺身亡；1975年，貝爾默死於膀胱癌。夫妻二人合葬於拉雪茲神父公墓。

## 流行文化
- 紐約後龐克樂團「貝爾默娃娃（英语：Bellmer_Dolls）」，其團名取自漢斯·貝爾默。
- 紐約前衛樂團「裸體城市（英语：Naked_City_(band)）」的最後一張專輯《苦艾酒（裸體城市）（英语：Absinthe_(Naked_City_album)）》，其封面使用漢斯·貝爾默的人偶攝影作品。
- 2003年美國恐怖電影《愛情對象（英语：Love_Object）》，劇中提及漢斯·貝爾默的作品。女主角麗莎·貝爾默也取自其名。
- 2004年日本動畫電影《攻殼機動隊2 INNOCENCE》，導演押井守曾表示作品風格有參考漢斯·貝爾默的人偶藝術。[7]

## 延伸阅读
- Marvin Altner: Hans Bellmer, die Spiele der Puppe. Zu den Puppendarstellungen in der bildenden Kunst von 1914–1938. VDG-Verlag, Weimar 2005, ISBN 3-89739-467-7 (zugl. FU Dissertation, Berlin 2002)
- Renate Berger: Pars pro toto, Zum Verhältnis von künstlerischer Freiheit und sexueller Integrität. In: Renate Berger, Daniela Hammer-Tugendhat (Hrsg.): Der Garten der Lüste, Zur Deutung des Erotischen und Sexuellen bei Künstlern und ihren Interpreten. DuMont, Köln 1985, S. 150–199, ISBN 3-7701-1627-5
- Pierre Dourthe: Hans Bellmer. Le principe de perversion. Faur, Paris 1999, ISBN 2-909882-32-2
- Alex Grall (Hrsg.): Die Zeichnungen von Hans Bellmer. Propyläen-Verlag, Berlin 1969
- Malcolm Green: Introduction, in The Doll, Hans Bellmer, trans. Malcolm Green. Atlas Press, London 2006, ISBN 1-900565-14-5
- Therese Lichtenstein: Behind Closed Doors. The Art of Hans Bellmer. University of California Press, New York 2001, ISBN 0-520-20984-2
- Gottfried Sello: Den Puppen verfallen. （页面存档备份，存于） In: Die Zeit, Nr. 19/1967
- Michael Semff/Anthony Spira (Hrsg.): Hans Bellmer. Hatje Cantz Verlag, Ostfildern 2006, ISBN 978-3-7757-1793-9
- Sue Taylor: Hans Bellmer. The Anatomy of Anxiety. MIT Press, Cambridge, Mass. 2002, ISBN 0-262-20130-5
- Peter Webb, Robert Short: Hans Bellmer. Quartet Books, New York 1985
- Peter Webb, Robert Short: Death, Desire and the Doll: The Life and Art of Hans Bellmer. Solar Books, 2006.